# Velešovice
Velešovice (německy Welspitz) jsou obec v okrese Vyškov v Jihomoravském kraji. Žije zde přibližně 1 300 obyvatel. Obec leží asi čtyři kilometry od Slavkova u Brna.

## Historie
Pravěké osídlení v okolí Velešovic je doloženo již ve starém neolitu. První písemná zmínka o Velešovicích je z roku 1141. Za vlády Karla IV. drželi Velešovice páni z Vildenberga, kteří je v roce 1371 prodali markraběti Janovi a jeho synu Joštovi. Ke konci třicetileté války byla vesnice vypálena, ubylo domů a obyvatel. Postupně se však znovu zalidnila.
Základní škola pro pět ročníků byla založena roku 1891. Ke sportovním účelům slouží dva tenisové kurty, fotbalové hřiště a hřiště s umělým povrchem pro volejbal, basketbal a nohejbal.

## Obyvatelstvo

### Struktura
V obci k počátku roku 2016 žilo celkem 1257  obyvatel. Z nich bylo 638  mužů a 619 žen. Průměrný věk obyvatel obce dosahoval 39,4 let. Dle Sčítání lidu, domů a bytů provedeném v roce 2011, kdy v obci žilo 1203  lidí. Nejvíce z nich bylo (21,8%) obyvatel ve věku od 30 do 39  let. Děti do 14 let věku tvořily 18,5% obyvatel a senioři nad 70 let úhrnem 4,3%. Z celkem 980  občanů obce starších 15 let mělo vzdělání 40,4% střední vč. vyučení (bez maturity). Počet vysokoškoláků dosahoval 11,7% a bez vzdělání bylo naopak 0,4% obyvatel. Z cenzu dále vyplývá, že ve městě žilo 589 ekonomicky aktivních občanů. Celkem 90,7% z nich se řadilo mezi zaměstnané, z nichž 75,2% patřilo mezi zaměstnance, 3,2% k zaměstnavatelům a zbytek pracoval na vlastní účet. Oproti tomu celých 48,6% občanů nebylo ekonomicky aktivní (to jsou například nepracující důchodci či žáci, studenti nebo učni) a zbytek svou ekonomickou aktivitu uvést nechtěl. Úhrnem 626 obyvatel obce (což je 52%), se hlásilo k české národnosti. Dále 188 obyvatel bylo Moravanů a 12 Slováků. Celých 492 obyvatel obce však svou národnost neuvedlo.
Vývoj počtu obyvatel za celou obec i za jeho jednotlivé části uvádí tabulka níže, ve které se zobrazuje i příslušnost jednotlivých částí k obci či následné odtržení.
| Místní části   | Místní části    | 1869 | 1880 | 1890 | 1900 | 1910 | 1921 | 1930 | 1950 | 1961 | 1970 | 1980 | 1991 | 2001 | 2011 | 2021 |     |
| -------------- | --------------- | ---- | ---- | ---- | ---- | ---- | ---- | ---- | ---- | ---- | ---- | ---- | ---- | ---- | ---- | ---- | --- |
| Počet obyvatel | část Velešovice | 761  | 837  | 870  | 945  | 1024 | 1089 | 1153 | 1032 | 1086 | 1036 | 989  | 916  | 915  | 1203 | 1211 |     |
| Počet domů     | část Velešovice | 147  | 166  | 180  | 194  | 206  | 206  | 237  | 259  | 268  | 275  | 274  | 298  | 317  | 366  | 373  | 383 |

## Obecní správa
Mezi lety 1869–1950 Velešovice byly obcí v okrese Vyškov (1869–1930) a později v okrese Slavkov. V letech 1961–1990 patřily jako část obce k Velešovicím-Holubicím a od 1. července 1990 jsou opět samostatnou obcí opět v okrese Vyškov.

### Obecní symboly
Znak a vlajka byly obci uděleny rozhodnutím předsedy Poslanecké sněmovny Parlamentu České republiky dne 9. prosince 2002.

## Doprava
Územím obce prochází dálnice D1, silnice I/50 v úseku Holubice – Slavkov u Brna a silnice II/430 v úseku Brno – Rousínov. Dále jím prochází silnice III. třídy:
- III/3836 ze silnice I/50 – Velešovice – Kovalovice
- III/3837 v obci

## Pamětihodnosti
- Filiální kostel svaté Barbory
- Kaple svatého Jana Nepomuckého
- Biocentrum s rybníkem (12 ha)

## Galerie

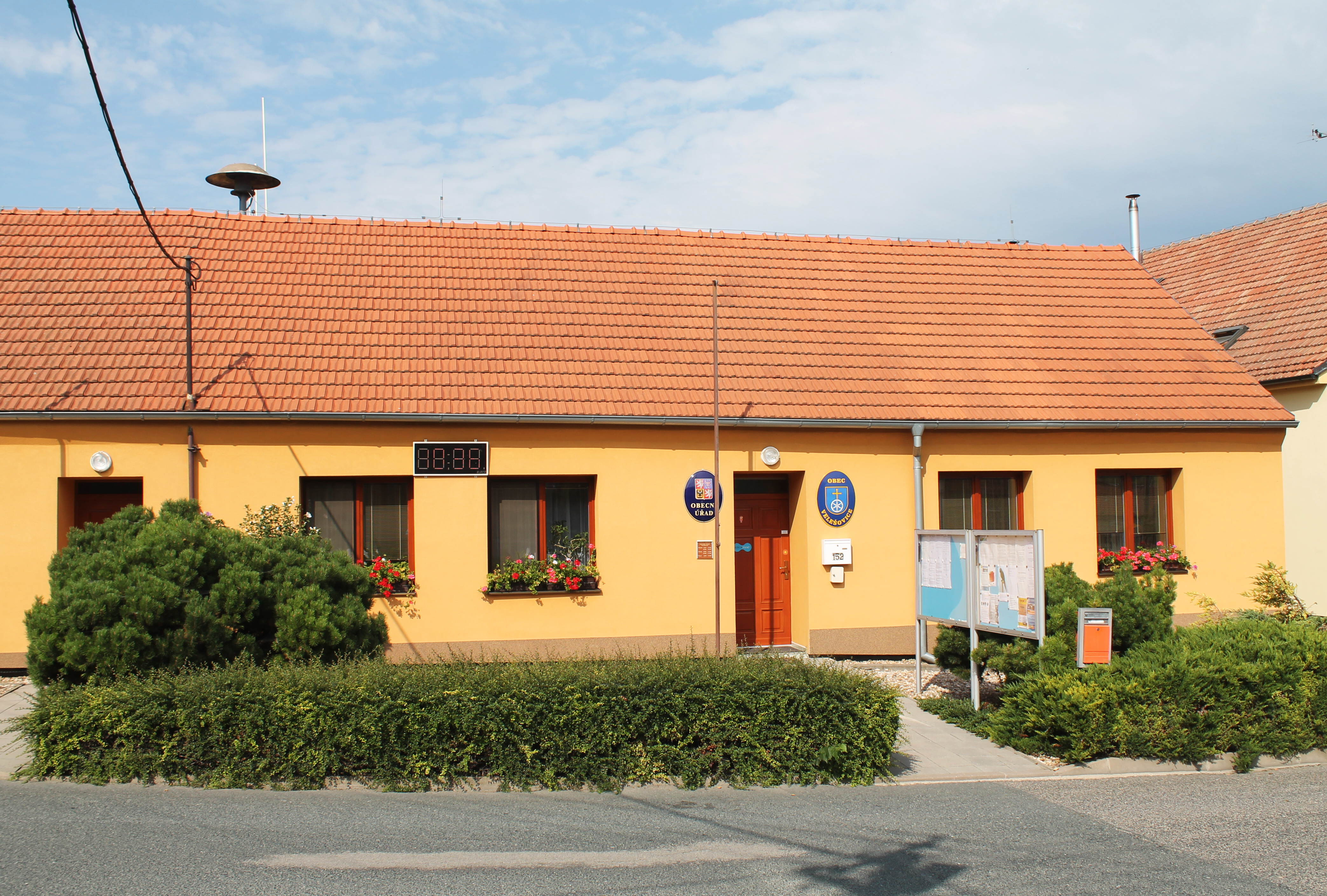
Obecní úřad
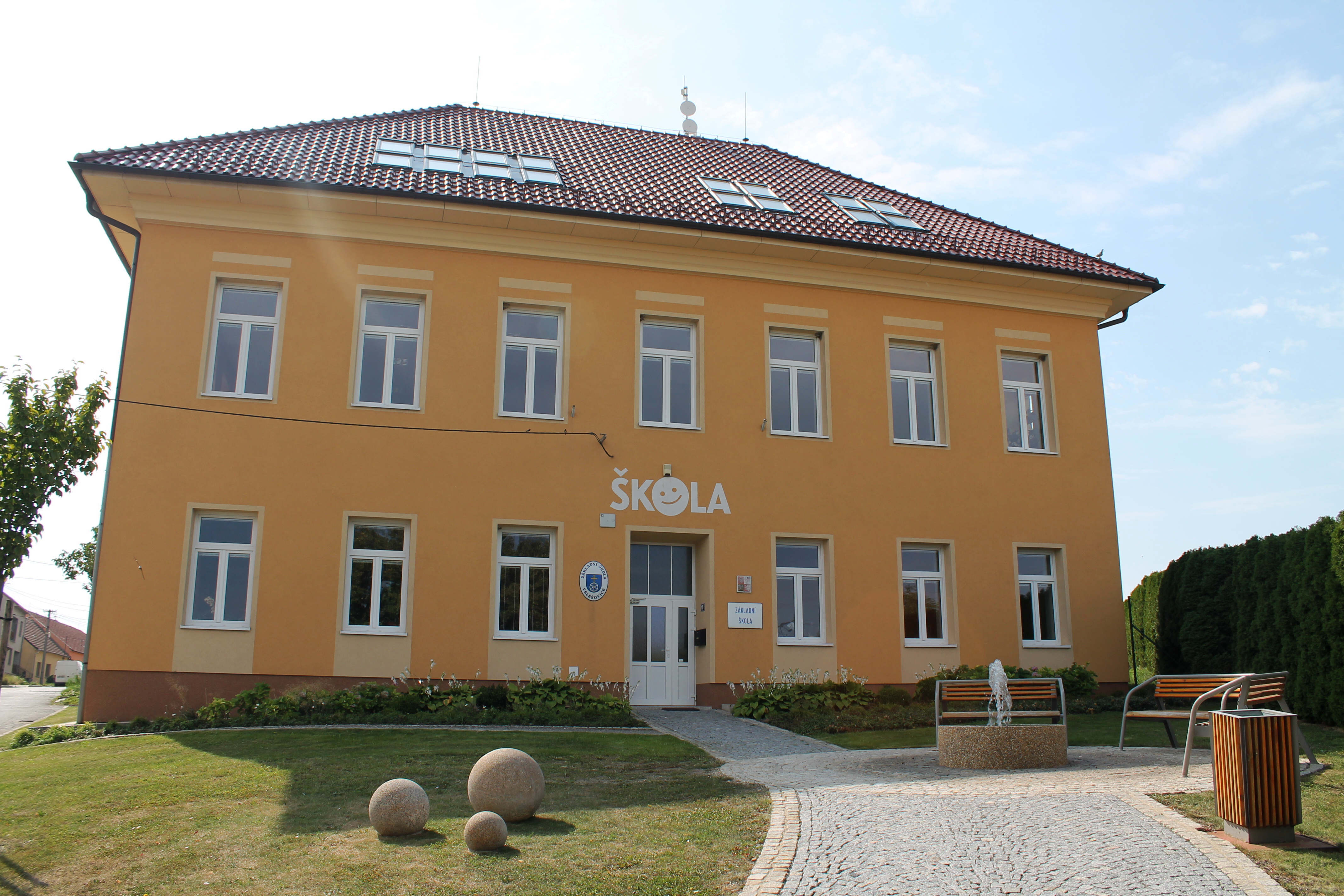
Základní škola
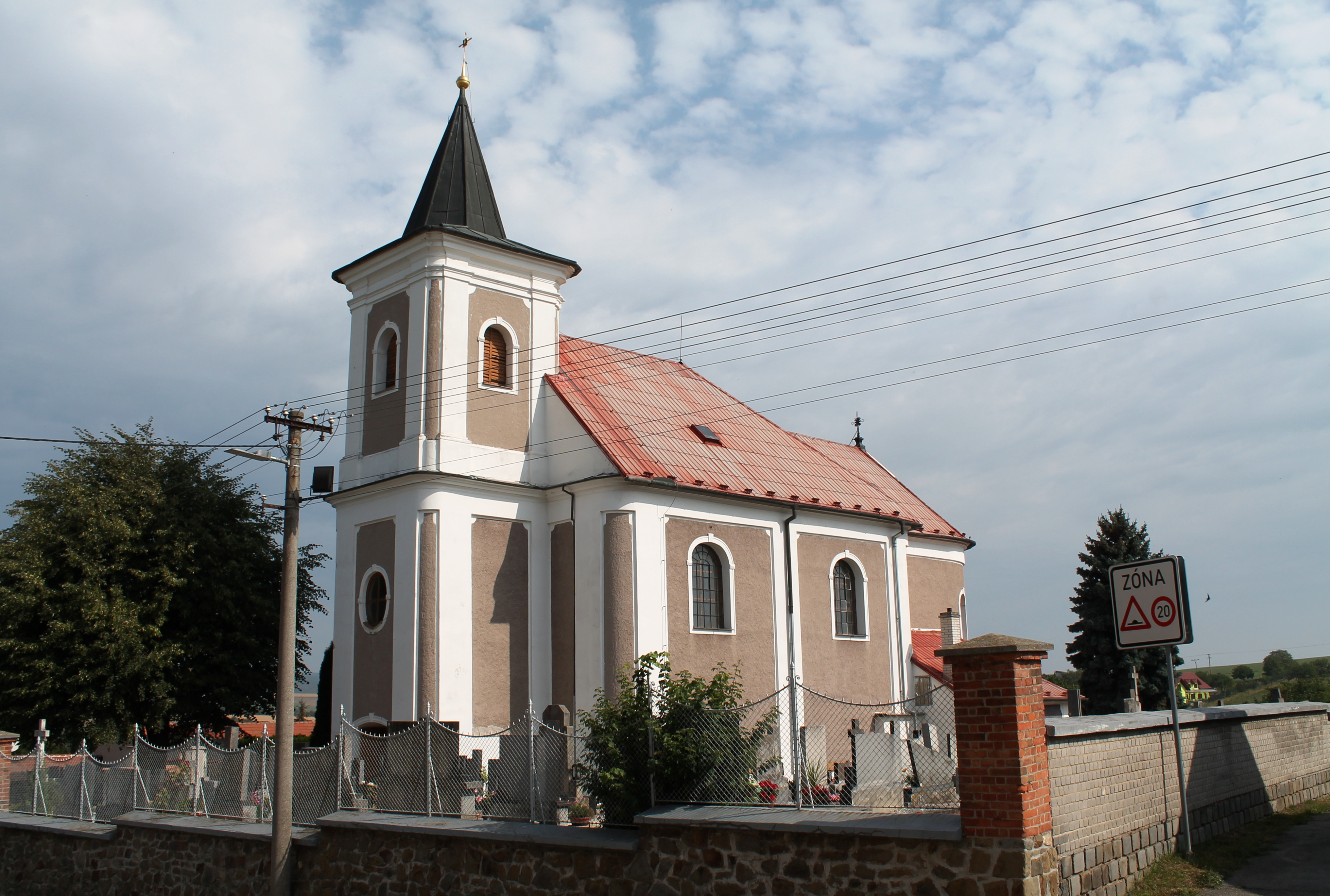
Kostel svaté Barbory
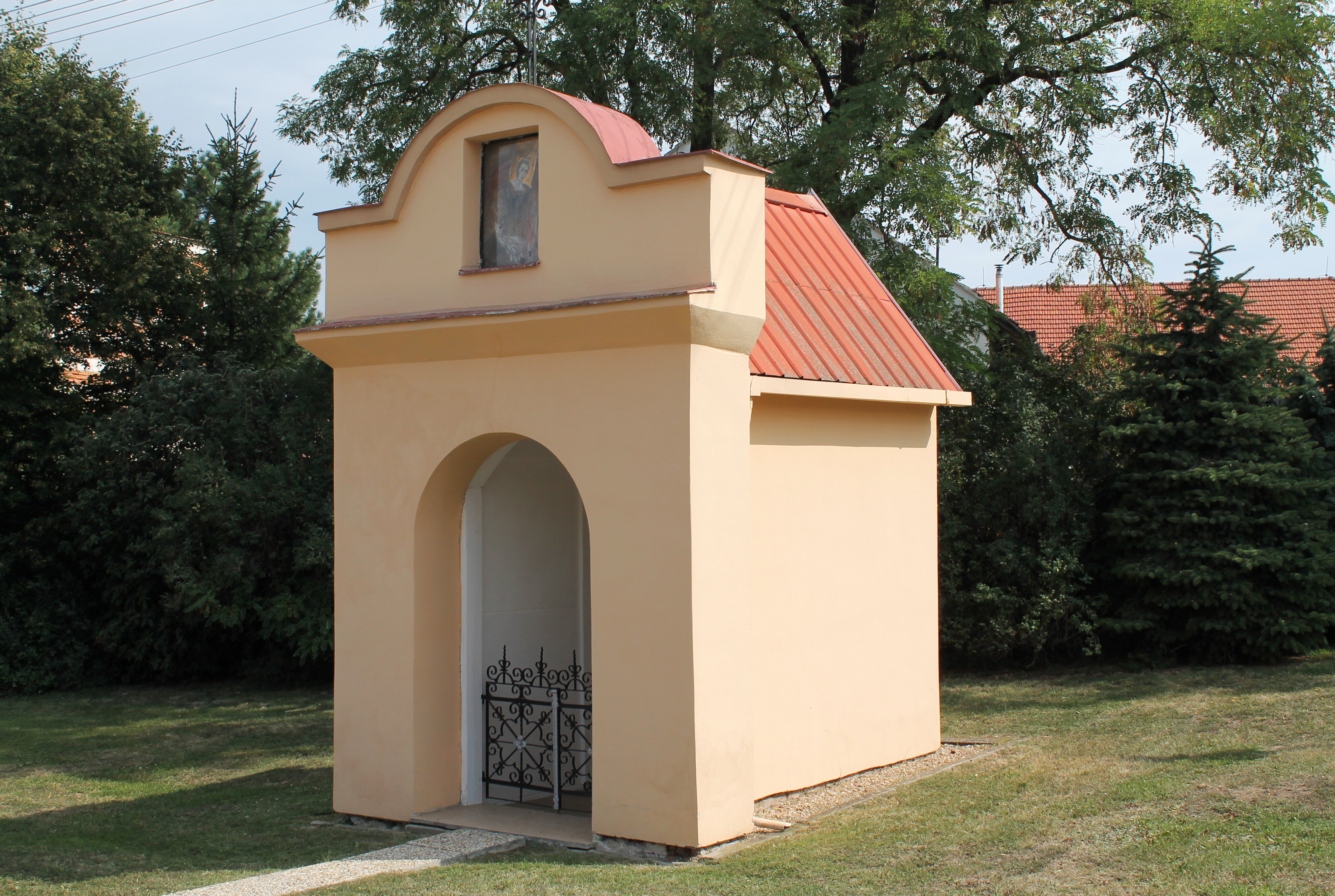
Kaple svatého Jana Nepomuckého
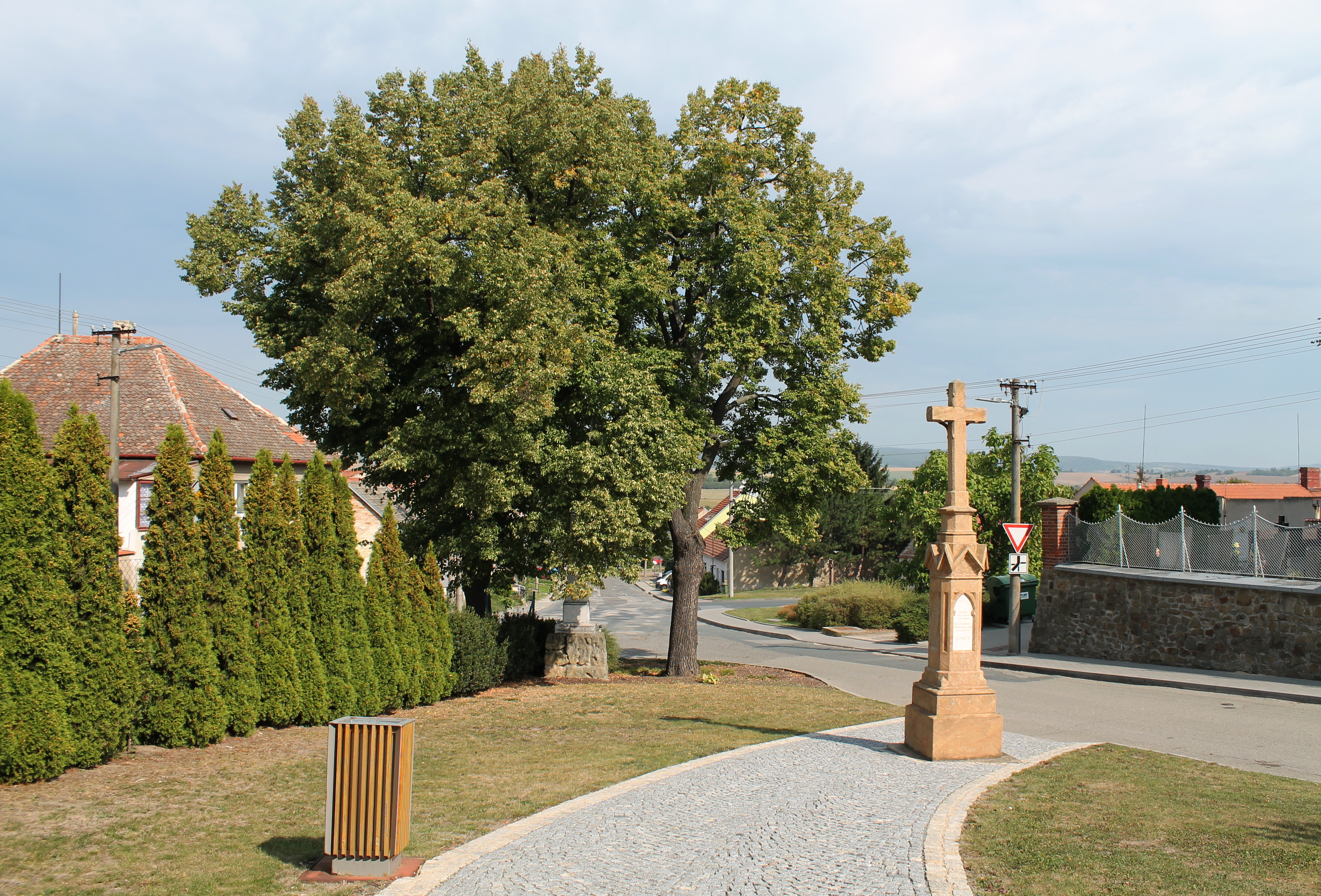
Kříž u školy
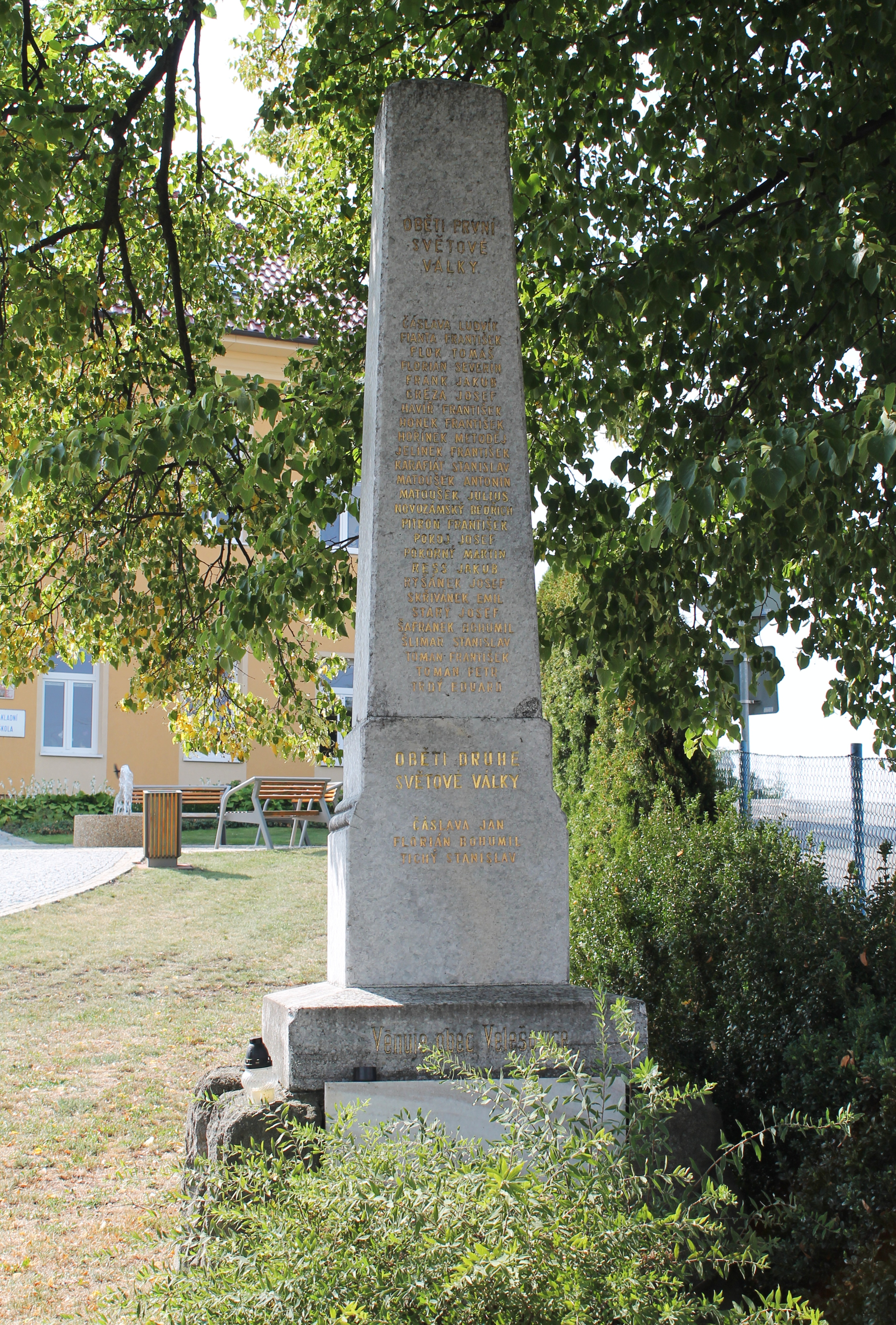
Pomník padlým